# Michele Perriello
Michele Perriello (San Chirico Nuovo, 10 gennaio 1916 – Sollum, 16 giugno 1941) è stato un militare italiano, decorato di Medaglia d'oro al valor militare alla memoria nel corso della seconda guerra mondiale.

## Biografia
Nacque a San Chirico Nuovo, in provincia di Potenza, il 10 gennaio 1916, figlio di Antonio e Angela Maglietto. Si arruolò nel Regio Esercito nel maggio 1937 e nell'ottobre dello stesso anno chiese, ed ottenne, di partire volontario per combattere nella guerra di Spagna in forza al XXVIII Battaglione complementi del 48º Reggimento fanteria "Ferrara". Arrivato nella penisola iberica fu assegnato al 1º Reggimento della Divisione d'assalto "Littorio". Rientrò in Italia nel giugno 1939, decorato con una Medaglia d'argento al valor militare, per essere congedato. Il 17 giugno 1940, poco dopo l'entrata in guerra del Regno d'Italia, fu richiamato in servizio attivo, riassegnato al 48º Reggimento fanteria, venendo promosso caporale maggiore. Nel gennaio 1941 fu trasferito al 62º Reggimento fanteria "Sicilia" della 102ª Divisione motorizzata "Trento", venendo promosso sergente ed assegnato al battaglione d'assalto. Nel marzo dello stesso anno partì per l'Africa Settentrionale Italiana. Cadde in combattimento a Sollum il 16 giugno, mentre faceva fuoco con un cannone anticarro contro dei carri armati britannici. Per onorarne il coraggio in questo frangente fu decorato con la Medaglia d'oro al valor militare alla memoria.
A Michele Perriello è intitolata la via principale del suo paese natale ed il plesso scolastico omnicomprensivo di Cesano.

### Fonti
1. ↑  Gruppo Medaglie d'Oro al Valor Militare 1965, p. 683.
2. 1 2 3 4 5 6 7 8  Combattenti Liberazione.
3. ↑   Scuola intitolata ad Enzo Biagi. Il prefetto blocca tutto, su blitzquotidiano.it, 26 settembre 2009. URL consultato il 15 ottobre 2009.
4. ↑   PERRIELLO Michele. Medaglia d'oro al valor militare, su quirinale.it.
5. ↑  Registrato alla Corte dei conti il 4 novembre 1942, Guerra, registro 41, pag. 211.